# Ste-Barbe (Névez)

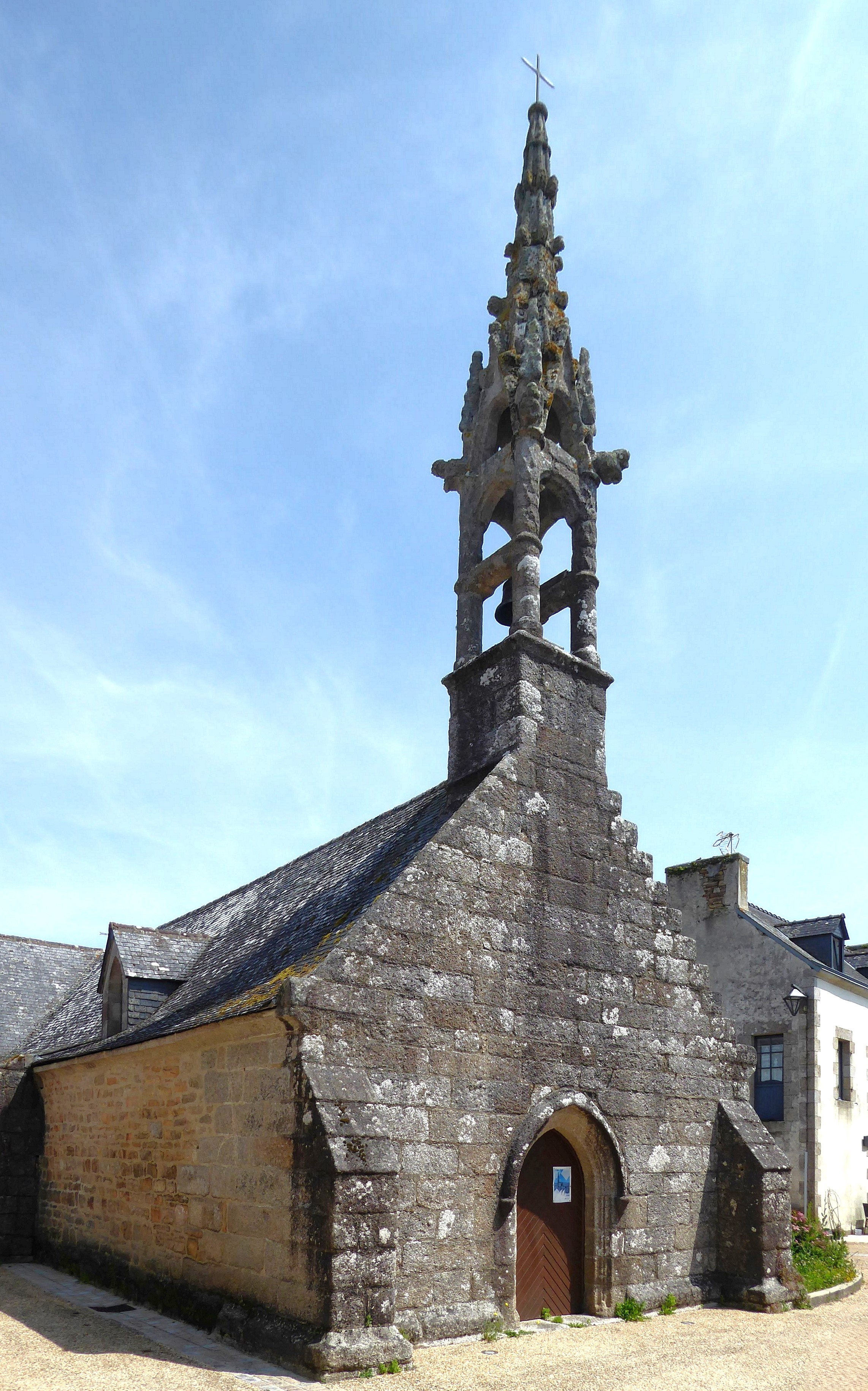
Die Kapelle Ste-Barbe in Névez

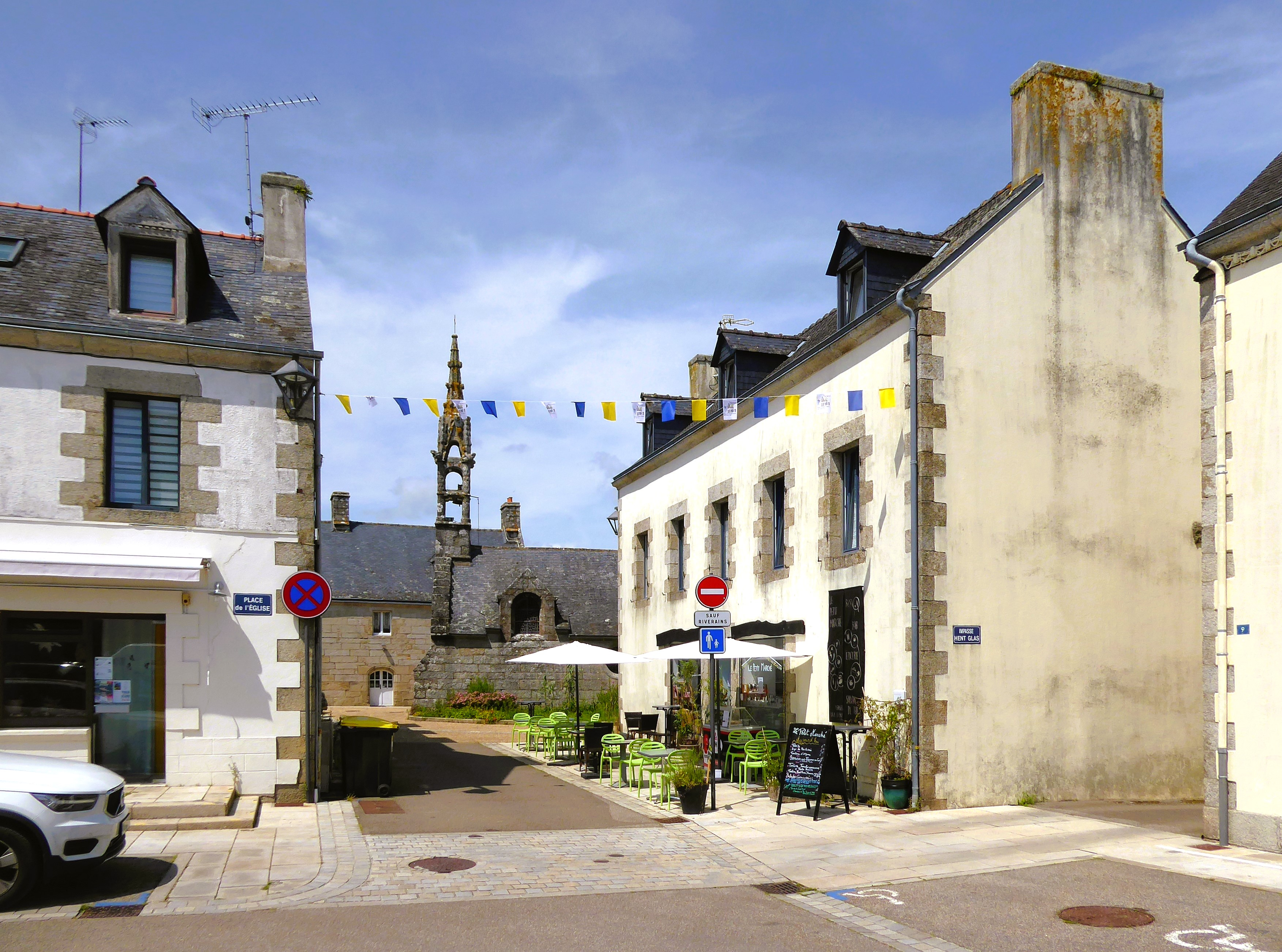
Blick zur Kapelle vom Kirchplatz an der Pfarrkirche aus

Ste-Barbe ist eine römisch-katholische Kapelle in Névez, einer Gemeinde im Département Finistère in der Bretagne. Die Kapelle befindet sich im historischen Ortskern von Névez unmittelbar nördlich der Pfarrkirche Ste-Thumette und ist seit 1972 als Monument historique eingestuft.

## Geschichte
Die Kapelle mit dem Patrozinium der heiligen Barbara von Nikomedien entstand im 15. Jahrhundert im Stil der Flamboyantgotik auf einem kreuzförmigen Grundriss, wobei der Chorraum im Osten typisch für das Finistère nur wenig über die beiden Querhausarme herausragt. Im Winkel von Langhaus und nördlichem Querhaus befindet sich die Sakristei. Nördlich der Kapelle liegt ein gotisches Steinhaus, das als Pfarrhaus von Névez gedient haben soll. Die Datierung der Kapelle aus dem 15. Jahrhundert leitet sich ab aus dem Wappen des N. de Cornouaille, Herrn von Heznant, das sich im fragmentarisch erhaltenen Buntglasfenster des nördlichen Querschiffs und den Schlusssteinen des Querschiffs und des Kirchenschiffs findet. Er wurde am 3. Mai 1483 als Kriegsmann in der Wache in Quimper genannt.
Zur Ausstattung der Kirche gehört der Hauptaltar aus dem 17. Jahrhundert, ein dem heiligen Geist gewidmeter Seitenaltar aus dem 18. Jahrhundert, ein Weihwasserbecken aus Granit, das Fragment eines Buntglasfensters aus dem 16. Jahrhundert die Verkündigung des Herrn darstellend sowie eine Reihe farbig gefasster Statuen aus Holz, darunter die heilige Barbara, vermutlich 16. Jahrhundert, die heiligen Christophorus und Katharina von Alexandria, 15. Jahrhundert, und ein weiterer heiliger Bischof, 15. Jahrhundert.
Die Kapelle ist wegen Baufälligkeit seit dem Jahr 2016 für den Gottesdienst geschlossen.